# 佐藤珠実
佐藤 珠実（さとう たまみ、本名同じ、1992年1月16日 - ）は、タレント。身長：155cm、血液型：B型 。成城大学に在学中。

## 人物
ミス東スポ2012オーディション・セミファイナリスト。趣味は、メイドカフェ巡り。特技は、水泳、ピアノ。

## 出演作

### イベント
- バラエティイベント・ハコニワ（2010年12月）アシスタントＭＣで出演（共演：横山晴奈、武田るい、岡崎由佳ほか）。
- グラ☆スタ！バンバン定例トークライブ（2011年2月）アシスタントＭＣで出演。

### インターネット番組
- グラ☆スタ！バンバン（2011年3月）